# Marathon de Rotterdam
Le Marathon de Rotterdam est une épreuve de course à pied sur route de 42,195 km disputée au mois d'avril à Rotterdam (Pays-Bas). Ce marathon est parmi les plus rapides au monde en termes de meilleure performance combinée hommes-femmes (4e) , après ceux de Londres, Berlin et Chicago des World Marathon Majors. Le record masculin est de 2 h 3 min 36 s réalisé en 2021 par Bashir Abdi et la meilleure performance féminine est de 2 h 18 min 58 s par Tiki Gelana en 2012 (ancien record du monde).

## Palmarès

### Hommes
Record de l'épreuve
| Date | Vainqueur          | Pays        | Temps             |
| ---- | ------------------ | ----------- | ----------------- |
| 1981 | John Graham (en)   | Royaume-Uni | 2 h 09 min 28     |
| 1982 | Rodolfo Gómez      | Mexique     | 2 h 11 min 57     |
| 1983 | Robert de Castella | , Australie | 2 h 08 min 37     |
| 1984 | Gidamis Shahanga   | Tanzanie    | 2 h 11 min 12     |
| 1985 | Carlos Lopes       | Portugal    | 2 h 07 min 12 WR  |
| 1986 | Abebe Mekonnen     | Éthiopie    | 2 h 09 min 09     |
| 1987 | Belayneh Dinsamo   | Éthiopie    | 2 h 12 min 58     |
| 1988 | Belayneh Dinsamo   | Éthiopie    | 2 h 06 min 50 WR  |
| 1989 | Belayneh Dinsamo   | Éthiopie    | 2 h 08 min 39     |
| 1990 | Hiromi Taniguchi   | Japon       | 2 h 10 min 56     |
| 1991 | Robert de Castella | Australie   | 2 h 09 min 42     |
| 1992 | Salvador García    | Mexique     | 2 h 09 min 16     |
| 1993 | Dionicio Cerón     | Mexique     | 2 h 11 min 06     |
| 1994 | Vincent Rousseau   | Belgique    | 2 h 07 min 51     |
| 1995 | Martín Fiz         | Espagne     | 2 h 08 min 57     |
| 1996 | Belayneh Dinsamo   | Éthiopie    | 2 h 10 min 30     |
| 1997 | Domingos Castro    | Portugal    | 2 h 07 min 51     |
| 1998 | Fabián Roncero     | Espagne     | 2 h 07 min 26     |
| 1999 | Japhet Kosgei      | Kenya       | 2 h 07 min 09     |
| 2000 | Kenneth Cheruiyot  | Kenya       | 2 h 08 min 22     |
| 2001 | Josephat Kiprono   | Kenya       | 2 h 06 min 50     |
| 2002 | Simon Biwott       | Kenya       | 2 h 08 min 36     |
| 2003 | William Kiplagat   | Kenya       | 2 h 07 min 42     |
| 2004 | Felix Limo         | Kenya       | 2 h 06 min 14     |
| 2005 | Jimmy Muindi       | Kenya       | 2 h 07 min 50     |
| 2006 | Sammy Korir        | Kenya       | 2 h 06 min 38     |
| 2007 | Joshua Chelanga    | Kenya       | 2 h 08 min 21     |
| 2008 | William Kipsang    | Kenya       | 2 h 05 min 48     |
| 2009 | Duncan Kibet       | Kenya       | 2 h 04 min 27     |
| 2010 | Patrick Makau      | Kenya       | 2 h 4 min 48 s    |
| 2011 | Wilson Chebet      | Kenya       | 2 h 5 min 27 s    |
| 2012 | Yemane Adhane      | Éthiopie    | 2 h 4 min 48 s    |
| 2013 | Tilahun Regassa    | Éthiopie    | 2 h 5 min 38 s    |
| 2014 | Eliud Kipchoge     | Kenya       | 2 h 5 min 0 s     |
| 2015 | Abera Kuma         | Éthiopie    | 2 h 6 min 47 s    |
| 2016 | Marius Kipserem    | Kenya       | 2 h 6 min 11 s    |
| 2017 | Marius Kimutai     | Kenya       | 2 h 6 min 4 s     |
| 2018 | Kenneth Kipkemoi   | Kenya       | 2 h 5 min 44 s    |
| 2019 | Marius Kipserem    | Kenya       | 2 h 4 min 11 s    |
| 2021 | Bashir Abdi        | Belgique    | 2 h 3 min 36 s ER |
| 2022 | Abdi Nageeye       | Pays-Bas    | 2 h 4 min 56 s    |
| 2023 | Bashir Abdi        | Belgique    | 2 h 3 min 47 s    |
| 2024 | Abdi Nageeye       | Pays-Bas    | 2 h 4 min 45 s    |

### Femmes
Record de l'épreuve
| Date | Vainqueur          | Pays                 | Temps            |
| ---- | ------------------ | -------------------- | ---------------- |
| 1981 | Marja Wokke        | Pays-Bas             | 2 h 43 min 23    |
| 1982 | Mathilde Heuing    | Allemagne de l'Ouest | 2 h 54 min 03    |
| 1983 | Rosa Mota          | Portugal             | 2 h 32 min 27    |
| 1984 | Carla Beurskens    | Pays-Bas             | 2 h 34 min 56    |
| 1985 | Wilma Rusman       | Pays-Bas             | 2 h 35 min 32    |
| 1986 | Ellinor Ljungros   | Suède                | 2 h 41 min 06    |
| 1987 | Nelly Aerts        | Belgique             | 2 h 41 min 24    |
| 1988 | Xiao Hongyan       | Chine                | 2 h 37 min 46    |
| 1989 | Elena Murgoci      | Roumanie             | 2 h 32 min 03    |
| 1990 | Carla Beurskens    | Pays-Bas             | 2 h 29 min 47    |
| 1991 | Joke Kleijweg      | Pays-Bas             | 2 h 34 min 18    |
| 1992 | Aurora Cunha       | Portugal             | 2 h 29 min 14    |
| 1993 | Anne van Schuppen  | Pays-Bas             | 2 h 34 min 15    |
| 1994 | Miyoko Asahina     | Japon                | 2 h 25 min 52    |
| 1995 | Mónica Pont        | Espagne              | 2 h 30 min 34    |
| 1996 | Lieve Slegers      | Belgique             | 2 h 28 min 06    |
| 1997 | Tegla Loroupe      | Kenya                | 2 h 22 min 07    |
| 1998 | Tegla Loroupe      | Kenya                | 2 h 20 min 47 WR |
| 1999 | Tegla Loroupe      | Kenya                | 2 h 22 min 48    |
| 2000 | Ana Isabel Alonso  | Espagne              | 2 h 30 min 21    |
| 2001 | Susan Chepkemei    | Kenya                | 2 h 25 min 45    |
| 2002 | Takami Ominami     | Japon                | 2 h 23 min 43    |
| 2003 | Olivera Jevtić     | Yougoslavie          | 2 h 25 min 23    |
| 2004 | Zhor El Kamch      | Maroc                | 2 h 26 min 10    |
| 2005 | Lornah Kiplagat    | Pays-Bas             | 2 h 27 min 36    |
| 2006 | Mindaye Gishu      | Éthiopie             | 2 h 28 min 30    |
| 2007 | Hiromi Ominami     | Japon                | 2 h 26 min 36    |
| 2008 | Lyubov Morgunova   | Russie               | 2 h 25 min 10    |
| 2009 | Nailya Yulamanova  | Russie               | 2 h 26 min 30    |
| 2010 | Aberu Kebede       | Éthiopie             | 2 h 25 min 25    |
| 2011 | Philes Ongori      | Kenya                | 2 h 24 min 20    |
| 2012 | Tiki Gelana        | Éthiopie             | 2 h 18 min 58    |
| 2013 | Jemima Jelagat     | Kenya                | 2 h 23 min 27    |
| 2014 | Abebech Afework    | Éthiopie             | 2 h 27 min 50    |
| 2015 | Asami Kato         | Japon                | 2 h 26 min 30    |
| 2016 | Haylay Gebreslasea | Éthiopie             | 2 h 26 min 15    |
| 2017 | Meskerem Assefa    | Éthiopie             | 2 h 24 min 18    |
| 2018 | Visiline Jepkesho  | Kenya                | 2 h 23 min 47    |
| 2019 | Ashete Bekere      | Éthiopie             | 2 h 22 min 55    |
| 2021 | Stella Barsosio    | Kenya                | 2 h 22 min 8 s   |
| 2022 | Haven Hailu        | Éthiopie             | 2 h 22 min 1 s   |
| 2023 | Eunice Chumba      | Bahreïn              | 2 h 20 min 31 s  |
| 2024 | Ashete Bekere      | Éthiopie             | 2 h 19 min 27 s  |

## Sources
1. ↑  (nl) « NN Marathon Rotterdam : Road 2 Rotterdam trainingspolen », sur le site du Rotterdam Marathon B. V. (consulté le 10 novembre 2017).
2. ↑  « Event Records- Marathons », sur Association of Road Running Statistician